# Teroristické útoky na Srí Lance 21. dubna 2019
Teroristické útoky na Srí Lance 21. dubna 2019, na Velikonoční neděli, si vyžádaly kolem 259 obětí, přes 500 dalších lidí bylo zraněno. Série šesti explozí na různých místech ostrova Srí Lanka zabíjela ve třech křesťanských kostelích v době velikonočních bohoslužeb a ve třech luxusních hotelech s mezinárodní klientelou. Později došlo ještě k dalším dvěma výbuchům. Většina explozí byla dílem sebevražedných islamistických atentátníků. Jednalo se o nejsmrtonosnější útok na Srí Lance od skončení občanské války před 10 lety. Některá média událost označovala jako „krvavou neděli“.

## Průběh útoků
Šest explozí v rozmezí půl hodiny počínaje 8.45 hodin místního času (3.15 GMT, 5.15 SELČ) zasáhlo tři křesťanské kostely na různých místech ostrova a tři luxusní hotely v metropoli Kolombu. V kostelech se v této době nacházelo velké množství lidí, kteří se přišli zúčastnit mší na Velikonoční neděli, v hotelech probíhaly snídaně. Bomby zabíjely v kostele sv. Antonína v metropoli Kolombu, v kostele sv. Šebestiána v Negombu severně od Kolomba a v dalším kostele ve městě Batticaloa na východě ostrova. Všechny tři zasažené hotely, Shangri-La, Cinnamon Grand a Kingsbury, se nacházejí v Kolombu a mají pětihvězdičkový status.
Sedmá exploze o něco později poničila vstupní halu hotelu The Tropic Inn naproti vstupu do zoo na kolombském předměstí Dehiwala a osmá exploze byla hlášena z obytného komplexu na severním předměstí hlavního města.
Podle místních úřadů měli vyšetřovatelé podezření, že existovaly ještě dvě nebo tři bomby připravené k použití. Jedna byla v noci na pondělí 22. dubna zneškodněna na mezinárodním letišti v Kolombu, další byla ve středu kontrolovaně odpálena u kina Savoy.

## Pachatelé a motivace
Podle náměstka ministra obrany Ruvana Vidžavardeneho spáchali většinu útoků sebevražední atentátníci. Podle vládního forenzního analytika bylo na prvních šest útoků na hotely a kostely nasazeno sedm sebevražedných atentátníků, v hotelu Shangri-La podle něj útočili dva.
K útokům se zprvu nikdo nepřihlásil, později se k nim hlásila teroristická organizace Islámský stát, která na podporu svého tvrzení zveřejnila záběr s údajnými pachateli, jak přísahají věrnost vůdci Islámského státu Abú Bakrovi Bagdádímu. V souvislosti s útoky zatkla policie postupně až 76 lidí a k datu 26. dubna stále pátrala po dalších 140 lidech, které podezírala z vazeb na teroristickou organizaci Islámský stát. K 6. květnu bylo zatčeno více než 150 lidí včetně cizinců ze Sýrie a Egypta. Při raziích byly zabaveny také materiály na výrobu výbušnin.
Podle vlády za útoky zřejmě stála místní méně známá radikální islamistická organizace Národní Tavhíd Džamáat (National Thowheeth Jama’ath, NTJ). Tato skupina mohla i za poškození buddhistických soch v roce 2018. Podle BBC skupina vznikla odštěpením od Srílanského Tavhíd Džamáatu (SLTJ). Její představitel Abdul Razik byl zadržen v roce 2016 za podněcování nenávisti vůči buddhistům a právě v buddhistických chrámech v roce 2018 kladivy poškodila několik soch Buddhy. Napětí mezi oběma náboženstvími narůstalo v roce 2017 a v březnu 2018 došlo k násilnostem v oblasti turistického města Kandy. Vůdcem skupiny atentátníků byl podle místních úřadů místní radikální duchovní Zahrán Haším.
Manažer hotelu Cinnamon Grand uvedl, že se jeden z útočníků na recepci zapsal pod jménem Mohamed Azzam Mohed, uvedl falešnou adresu a tvrdil, že přijel za obchodními záležitostmi. Tento útočník se podle svědků odpálil v hotelové restauraci poté, co stál s talířem frontu na snídani.
Mluvčí vlády 22. dubna 2019 uvedl, že informace o chystaných útocích měly úřady už 4. dubna. K premiérovi země se však informace nedostala, neboť resort obrany na Srí Lance spadá pod prezidenta. Podle britských médií byly mezi oběma vrcholnými představiteli napjaté vztahy. Již v lednu 2019 také bezpečnostní složky nalezly 100 kilogramů trhaviny a množství detonátorů.
Náměstek srílanského ministra obrany Ruvan Vidžavardene krátce po útocích uvedl, že podle počátečního vyšetřování byly útoky nejspíše odvetou za březnový útok na mešity na Novém Zélandu.

## Oběti
Původní informace uváděly, že při útoku bylo zabito více než 290 lidí (z toho 36 cizinců), a údaj se vyšplhal až k 359 obětem na životech, zraněno bylo 500 osob. Většinou obětí se stali občané Srí Lanky. Srílanský ministr zdravotnictví později uvedl, že prvotní počet obětí útoku byl nadhodnocen v důsledku početní chyby o více než sto lidí (márnice měly potíže s poskládáním částí těl rozmetaných výbuchy a identifikací obětí). Při útocích bylo zabito kolem 253 lidí.
| Národnost          | Usmrcení | Zranění |
| ------------------ | -------- | ------- |
| Srí Lanka          | 272      | 472+    |
| Indie              | 11       |         |
| Spojené království | 8        | 1+      |
| USA                | 4+       |         |
| Dánsko             | 3        | 0       |
| Nizozemsko         | 3        | 0       |
| Austrálie          | 2        | 2       |
| Saúdská Arábie     | 2        | 1       |
| Turecko            | 2        | 0       |
| Španělsko          | 2        |         |
| Švýcarsko          | 2        |         |
| Čína               | 1        | 5       |
| Japonsko           | 1        | 4       |
| Bangladéš          | 1        | 1       |
| Portugalsko        | 1        | 0       |
| Itálie             | 0        | 1       |
| Neznámo            | 44       |         |
| Celkem             | 359      | 500+    |

Konkrétně např. majitel módní společnosti Bestseller Anders a podle časopisu Forbes nejbohatší muž Dánska Holch Povlsen uvedl, že při útocích zemřely tři z jeho čtyř dětí, když byl s celou rodinou na Srí Lance na dovolené.
Velvyslanec ČR v Dillí Milan Hovorka sdělil, že mezi oběťmi ani zraněnými na Srí Lance nejsou podle dosavadních informací čeští občané. Podle místopředsedy Asociace cestovních kanceláří Jana Papeže v době útoků končila na Srí Lance hlavní turistická sezona a v zemi mohlo být kolem 300–400 českých turistů, žádné cestovní kanceláře však nevyužívaly hotelů v lokalitě, kde došlo k explozím.

## Reakce
Po útoku arcibiskupský dům v Kolombu oznámil, že všechny římskokatolické velikonoční bohoslužby plánované na večer byly zrušeny. Srílanská vláda vyhlásila s platností od 18.00 hodin místního času (12.30 GMT, 14.30 SELČ) na celém ostrově zákaz vycházení, který trval do pondělního rána 22. dubna. Ve snaze zabránit šíření poplašných zpráv byly zablokovány hlavní sociální sítě včetně Facebooku a WhatsAppu. Prezident také nařídil s platností od půlnoci místního času mimořádný stav, který by policii a armádě měl umožnit zatýkat a vyšetřovat bez soudního povolení. Na úterý 23. dubna byl vyhlášen v zemi státní smutek.
Prezident Srí Lanky Maithripala Sirisena řekl: „Dal jsem pokyny, aby byly podniknuty velmi přísné kroky proti osobám, které jsou za toto spiknutí odpovědné“, a dodal, že byly podniknuty všechny nezbytné kroky k plnění povinností vlády. Prezident Sirisena také apeloval na národ, aby jednal s naprostou zdrženlivostí a trpělivostí, a aby nebyl zmaten nepodloženými fámami a falešnými příběhy.
Premiér Srí Lanky Ranil Wickremesinghe řekl: „Silně odsuzuji zbabělé útoky na naše lidi. Vyzývám všechny obyvatele Srí Lanky, aby během této tragické doby zůstali jednotní a silní. Vyvarujte se šíření neověřených zpráv a spekulací. Vláda podniká okamžité kroky k odstranění této situace.“ Ministr financí Mangala Samaraweera popsal útoky jako „dobře koordinovaný pokus o vytvoření vraždy, chaosu a anarchie“.
Po útocích bylo nasazeno 10 tisíc vojáků, kteří dohlíželi na bezpečnost u chrámů a prováděli prohlídky. Některé školy zůstaly zavřené a otevřely až okolo 6. května 2019, kdy policejní ředitel Čandana Vikramaratne oznámil, že všichni, kdo se podíleli na útocích, byli zadrženi nebo zabiti. Na Srí Lance se po útocích odehrávaly i občanské nepokoje, kdy například vandalové poškodili muslimské obchody. Proti tomu vystupovali společně i křesťanský kardinál Malcolm Ranjith s vůdcem místních muslimů Rizvim Mufthim, kteří společně navštívili mešitu a vyzvali ke klidu a rozvážnosti. Přesto konflikty eskalovaly. Na Facebooku vznikla hádka, kvůli které byl v Čilavu zbit jeden muž a další desítky lidí házely kameny na mešity a obchody muslimů. Útoky buddhistických etnických Sinhálců na mešity, na muslimská obydlí, obchody nebo automobily pokračovaly i po víkendu 11.–12. května. Při lynčování zemřel jeden muslim, jehož v jeho truhlářské dílně napadl dav s bodnými a sečnými zbraněmi. Policie zatkla 60 osob včetně lídra krajně pravicové buddhistické skupiny. V zemi byl zaveden noční zákaz vycházení a vláda opět zablokovala přístup k sociálním sítím. Nejhorší situace byla v některých čtvrtích Kolomba a ve městech Kiniyama a Hettipola. Policie musela nasazovat slzný plyn nebo střelbu do vzduchu. Světová evangelikální aliance (WEA) v polovině května vyjádřila své „hluboké znepokojení nad nedávnou eskalací napětí na Srí Lance a násilím zacíleným na muslimské komunity“ a vyzvala všechny křesťany k modlitbě za obyvatele Srí Lanky. Pastor evangelikálního sboru, v němž došlo o Velikonocích k bombovému útoku, nabídl útočníkům odpuštění.

### Mezinárodní reakce

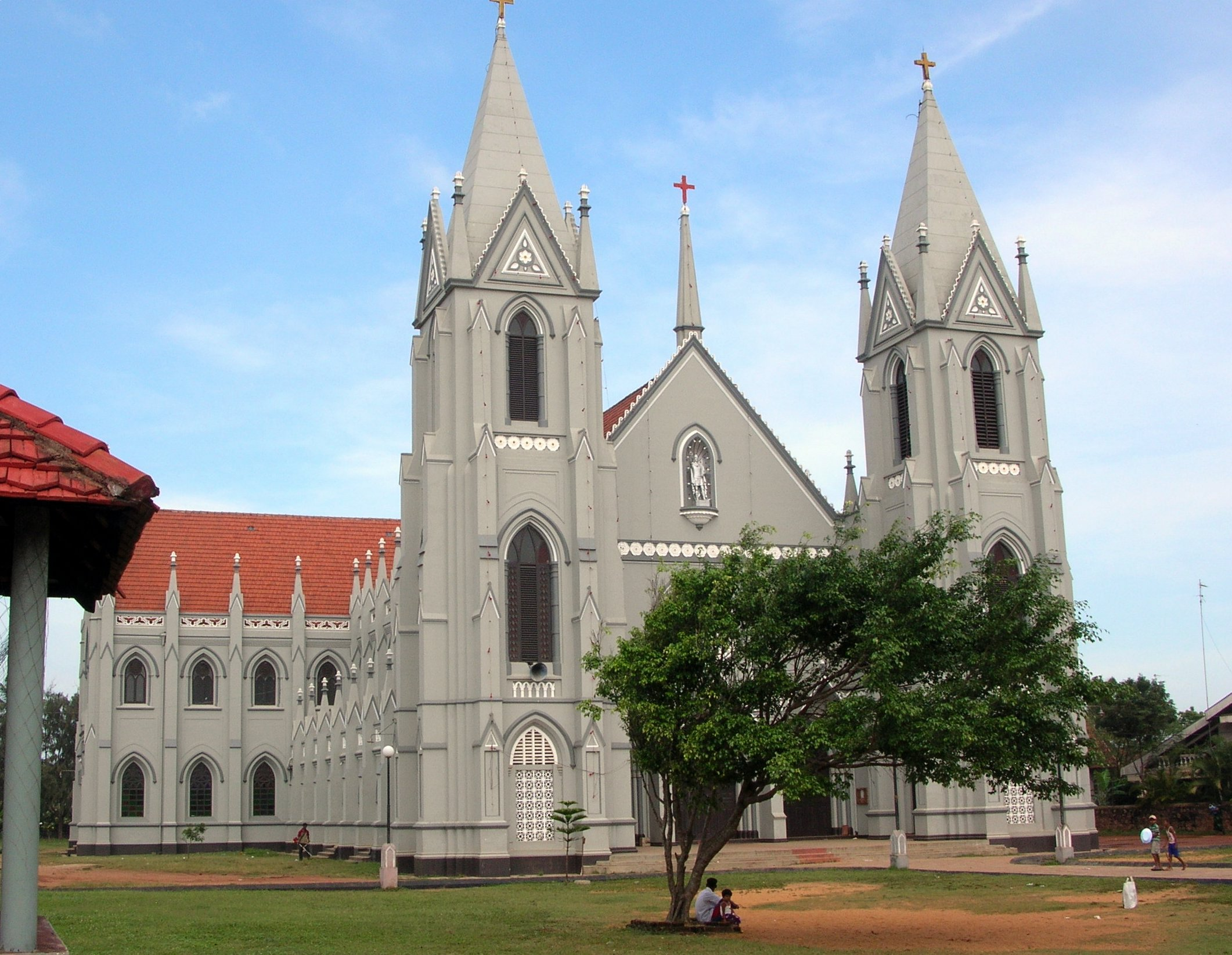
Kostel sv. Šebestiána v Negombu

Kondolence a odsouzení činu vyjádřili vůdci Bangladéše, Indie, Pákistánu, Spojeného království, a Rumunska.
- Indický premiér Narendra Modi odsoudil bombové útoky a řekl, že „pro takovéto barbarství není v regionu místo“.[39]
- Pákistánský premiér Imran Khan útoky odsoudil a označil je za teroristické.[54]
- Britská premiérka Theresa May poslala nejhlubší sympatie obětem útoku.[55]
- Australský premiér Scott Morrison odsoudil útoky a označil je za „ničivé a hrozné“.[56]
- Paříž vyjádřila solidaritu s oběťmi útoku zhasnutím nočního osvětlení Eiffelovy věže téhož dne o půlnoci.[8]
- Mluvčí prezidenta Jiří Ovčáček na Twitteru napsal: „Teroristické útoky na věřící v kostelech v době nejvýznamnějších křesťanských svátků jsou zrůdnost. Pan prezident vyjadřuje soustrast pozůstalým a myslí na zraněné.”[57]
- Papež František při tradičním udělení požehnání Městu a světu prohlásil: „Se smutkem jsem přijal zprávu o těžkých útocích, které dnes, v den velikonoční, přinesly zármutek a bolest v několika kostelech a na dalších místech setkání na Srí Lance. Chci vyjádřit svou láskyplnou blízkost křesťanské komunitě zasažené ve chvíli, kdy se sešla k modlitbám, a všem obětem tohoto krutého násilí. Svěřuji Pánu ty, kteří tragicky zesnuli, a modlím se za zraněné a za všechny, kteří kvůli této dramatické události trpí.“[58]

Útoky odsoudili mimo jiné i představitelé islamistických militantních hnutí Hizballáh a Hamás.